# Краснофлотское сельское поселение (Воронежская область)
Краснофлотское се́льское поселе́ние — муниципальное образование в Петропавловском районе Воронежской области Российской Федерации.
Административный центр — село Краснофлотское.

## История
Статус и границы сельского поселения установлены Законом Воронежской области от 15 октября 2004 года № 63-ОЗ «Об установлении границ, наделении соответствующим статусом, определении административных центров отдельных муниципальных образований Воронежской области».

## Население
| 2010 | 2014  | 2015  | 2016  | 2017  | 2018  |
| ---- | ----- | ----- | ----- | ----- | ----- |
| 1244 | ↘1133 | ↘1093 | ↘1071 | ↘1036 | ↘1017 |

## Состав сельского поселения
| № | Населённый пункт       | Тип населённого пункта       | Население |
| - | ---------------------- | ---------------------------- | --------- |
| 1 | Краснофлотское         | село, административный центр | ↘1176     |
| 2 | Огарев                 | хутор                        | 167       |
| 3 | Посёлок совхоза «Маяк» | посёлок                      | 8         |